# Slochter Ae

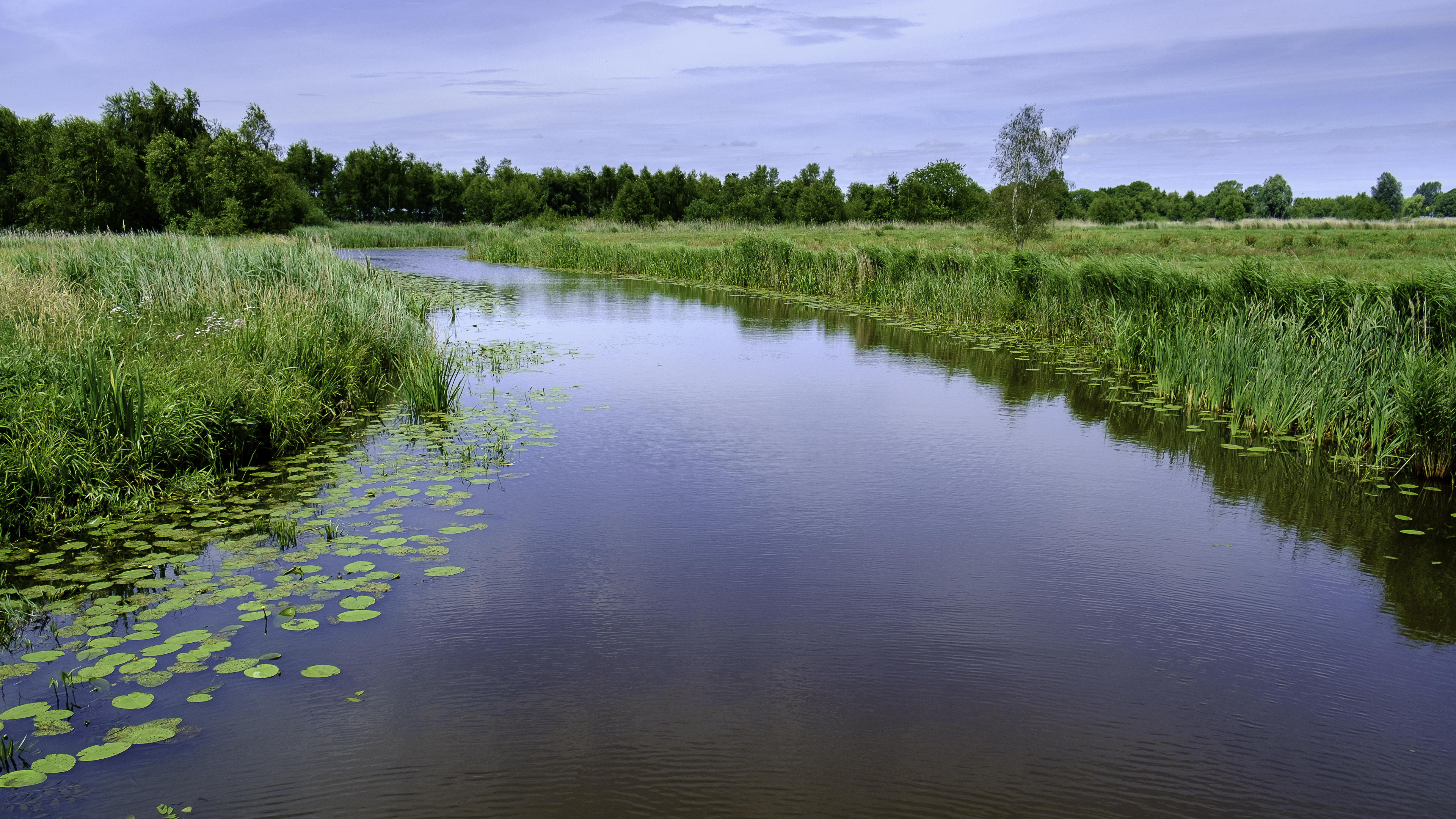
Slochter Ae ten zuiden van de kruising met het Afwateringskanaal van Duurswold

De Slochter Ae, vroeger ook Slochter Æ of Ee, Gronings: Slochter IJ, is een waterloop in de provincie Groningen, die oorspronkelijk de bovenloop van de rivier de Fivel vormde.
De Slochter Ae ontspringt in de omgeving van Froombosch. De bovenloop, vroeger ook Ol IJ genoemd, heet sinds ongeveer 1880 Ruiten Ae (niet te verwisselen met de Ruiten Aa in Westerwolde). De Ruiten Ae werd mogelijk al in de middeleeuwen doorgetrokken in de richting van het voormalige Sappemeer, waar hij een licht kronkelend verloop had. Hier lag later een overlaat De Klieve, waardoor hij via de Klievewijk water uit het voormalige meer kon opnemen. Een zijtak was kennelijk Hamster of Kolhamster Ae, die vermoedelijk langs de buurtschap Buitenhuizen liep.
De Slochter Ae verenigt zich ongeveer 100 meter ten zuiden van Woudbloem met de Scharmer Ae en loopt door tot het Slochterdiep bij Schaaphok, waar hij zich voorzet in de Woltersumer Ae, de Ten Poster Ae en de Fivel. Grote delen van dit traject zijn in de middeleeuwen gegraven. De benedenloop van de Scharmer Ae is eveneens aangelegd, vermoedelijk om de lager gelegen delen van het gebied rond Scharmer te ontlasten. Hij loopt parallel aan de Slochter Ae naar Schaaphok, waar hij zich oorspronkelijk voortzette in de Smerige Ae en het Lustigemaar.
Oorspronkelijk slingerde de Fivel vanaf Schaaphok via het verlengde van de Slochtermeenteweg naar Luddeweer, vanwaar hij via de Luddeweersterweg en (voormalige) Slochterweg naar Woltersum liep. De prehistorische stroomgeul is hier nog in de ondergrond aanwezig. De oorspronkelijke rivierloop tot Luddeweer werd vermoedelijk Cromme Ee genoemd, het nabijgelegen streekje de Krumme Horne. Op de hoog opgeslibde oevers van het riviertje werd vervolgens de Graauwedijk aangelegd, die zich via de Slochterweg in de richting van Woltersum voortzette. Dit laatste tracé werd in 1470 de Woltersummer meene weg ofte Waterkaijnge oftewel de Woltersummer dijck genoemd; kaijnge betekent 'kade' of 'kaai'. Deze dijk wordt in andere handschriften ook wel aangeduid als de Waterhaijnge, een woord afgeleid van het werkwoord heinen, dat 'omheinen, afsluiten' betekent (in dit geval de afsluiting van een waterloop).
De huidige benedenloop van de Slochter Ae vanaf Schaaphok wordt gevormd door een recht kanaal dat Woltersumer Ae, vroeger ook Woltersumerdiep, Woltersummermaar of Rechte Ae genoemd, dat kort voor 1471 is gegraven in opdracht van de grootgrondbezitter Johan Rengers van Ten Post. Naast het kanaal kwam de Nije wegh naar Woltersum te liggen, vermoedelijk de latere Westiederweg ('ten westen van de Ae', ook Westziederweg). De oude stroomgeul raakte in vergetelheid.
Nadat in 1659 het Slochterdiep werd gegraven, werd het water van de Slochter en Scharmer Ae via dit kanaal naar het Damsterdiep geleid. Om de doorstroom van het water te garanderen werd de bovenloop van de Slochter Ae bij Woudbloem in de Scharmer Ae geleid, waardoor het tracé ten noorden daarvan geleidelijk versmalde. Door ruilverkavelingen is het tracé ten noorden van Luddeweer onderbroken; het noordelijkste deel van de Woltersummer Ae is veranderd in een afwateringssloot.
Vanaf Woltersum liep de Slochter Ae (oftewel de Fivel) oorspronkelijk verder als een kronkelende stroom langs de Kollerijweg in de richting van Wittewierum, vanwaar hij zich voortzette in de richting van Ten Post. Deze meander werd al voor 1200 afgesneden door het graven van de (Ten) Poster Ae, vroeger ook wel kortweg Ae dan wel 't Poster Diepje of Poster IJ genoemd. De afgesneden meander van de Slochter Ae gaf zijn naam aan de Kollerijweg (Kolde IJ = 'dode, verlaten Ae).
Vanaf Ten Post zette de Fivel zich voort via het huidige Damsterdiep, om via een sluis te Muda in het eigenlijke Damsterdiep uit te monden. Voor de aanleg van het Damsterdiep in de 10e eeuw stroomde de Fivel verder naar het noorden, waar de voormalige meanders bij Loppersum nog steeds in het landschap te zien zijn..

## Slochter- en Scharmerzijlvest
Ongeveer twee eeuwen nadat de Slochter Ae in het Damsterdiep werd geleid, legde men in de 12e eeuw een sluis bij Muda aan, die moest voorkomen dat de werking van eb en vloed nog langer de bovenloop van de Fivel beïnvloedde. Hieruit ontstond het waterschap Slochterzijlvest. 
Het gebied rond Scharmer en Harkstede had aanvankelijk een eigen afwatering via de Scharmer Ae, in de richting van het Winsumerzijl. Het Scharmerzijlvest verlegde zijn afwatering vermoedelijk  in de 13e eeuwalsnog naar het Damsterdiep, waarna men samen met het Slochterzijlvest de sluis bij Muda ging gebruiken. Beide zijlvesten vormden samen met het Dorpsterzijlvest kort na 1300 een nieuw boezemwaterschap dat Generale Zijlvest der Drie Delfzijlen werd genoemd, naar de  drie grote zeesluizen bij Delfzijl.